# Skorpidi
Skorpidi (griechisch Σκορπίδι (n. sg.), Aussprache [skɔrˈpiði]) ist eine kleine Insel der Tilevoides im Ionischen Meer. Sie gehört zu der Untergruppe der „Prinzen-Inseln“ (Pringiponisia Πριγκιπονήσια) und liegt nördlich der Insel Skorpios bei Lefkada. 
Die Insel ist in Privatbesitz. Sie wurde ursprünglich von dem Reeder Spyros Livanos erworben, dem Schwiegervater von Aristoteles Onassis, der die größere Nachbarinsel Skorpios kaufte. Heute gehört Skorpidi den Enkeln Livanos’, dem Reeder Peter Livanos und dem Abgeordneten Spyros Livanos.